# Cmentarz katolicki w Piszczacu
Cmentarz katolicki w Piszczacu - nekropolia należąca do rzymskokatolickiej parafii w Piszczacu, położona we wschodniej części miejscowości, przy ul. Cmentarnej.

## Historia
Cmentarz katolicki w Piszczacu założony został na przełomie XVIII i XIX w., od tego momentu był trzykrotnie powiększany - w 1920, 1960 i 1975. Zajmuje prostokątny obszar podzielony na dziesięć kwater z aleją główną w centralnej części. Na osi alei znajduje się drewniana kaplica cmentarna wzniesiona na początku XIX w.. Na terenie nekropolii przetrwało ponadto kilkanaście nagrobków z II poł. XIX w., m.in. Ignacego Ławickiego z 1864, pułkownika Wojciecha Bogusławskiego z 1851, Brygidy Werner z 1874, Marii Szlamińskiej z 1874, Marianny Witoszyńskiej z 1875, Aleksandra Krasuckiego z końca XIX w. Na cmentarzu znajdują się również groby ofiar represji hitlerowskich z okresu okupacji Polski.

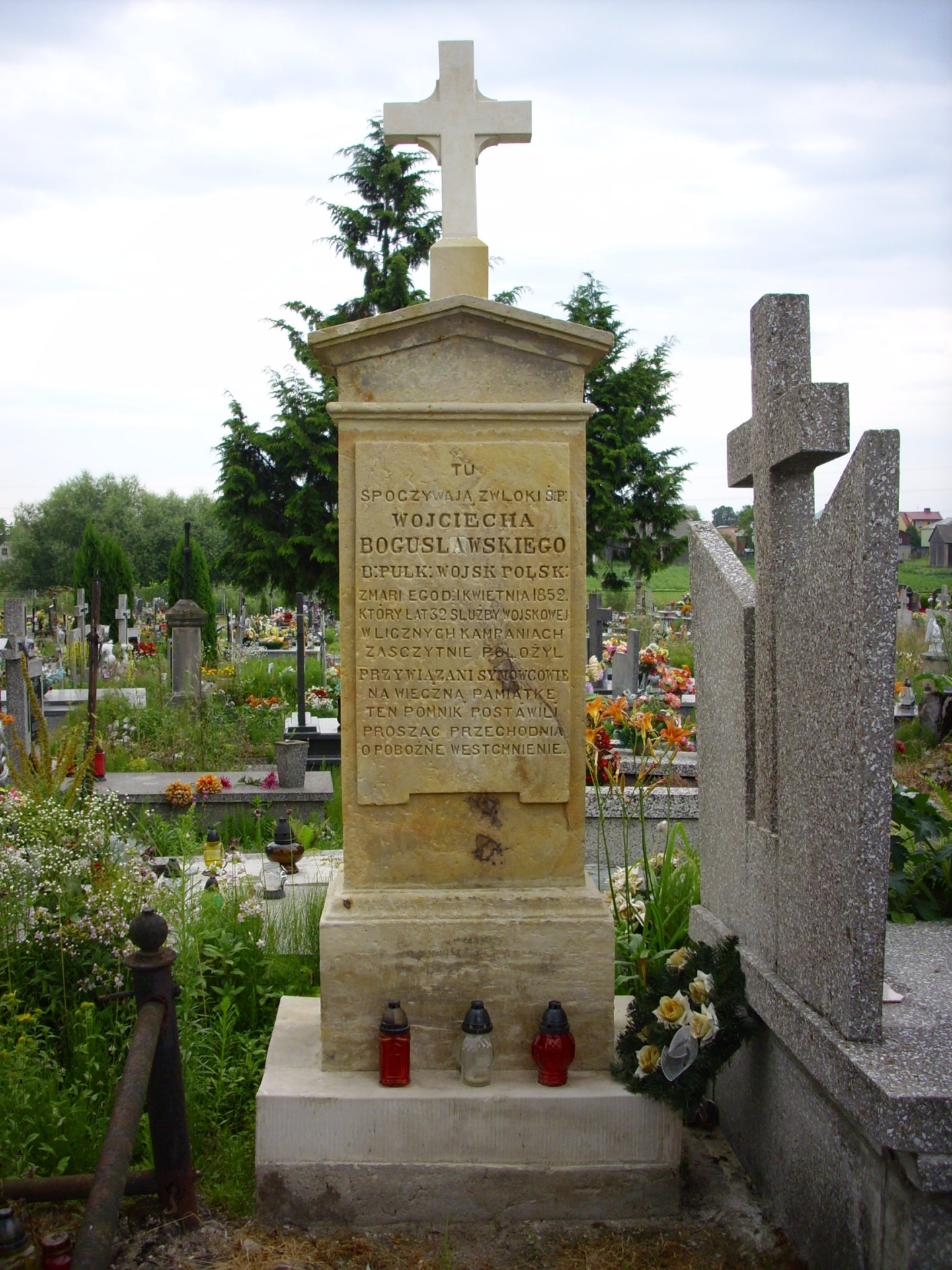
Grób Wojciecha Bogusławskiego
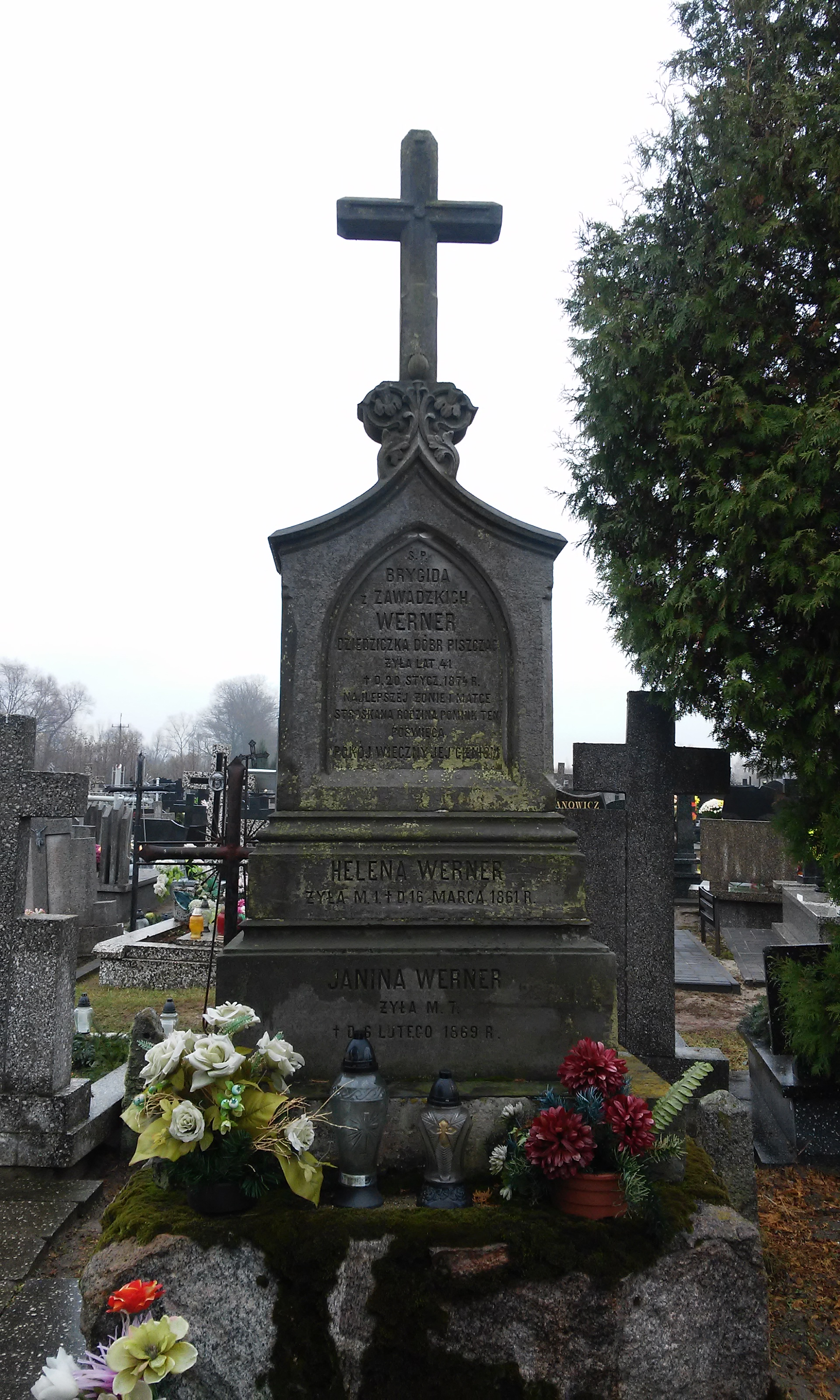
Grób Brygidy, Heleny i Janiny Werner
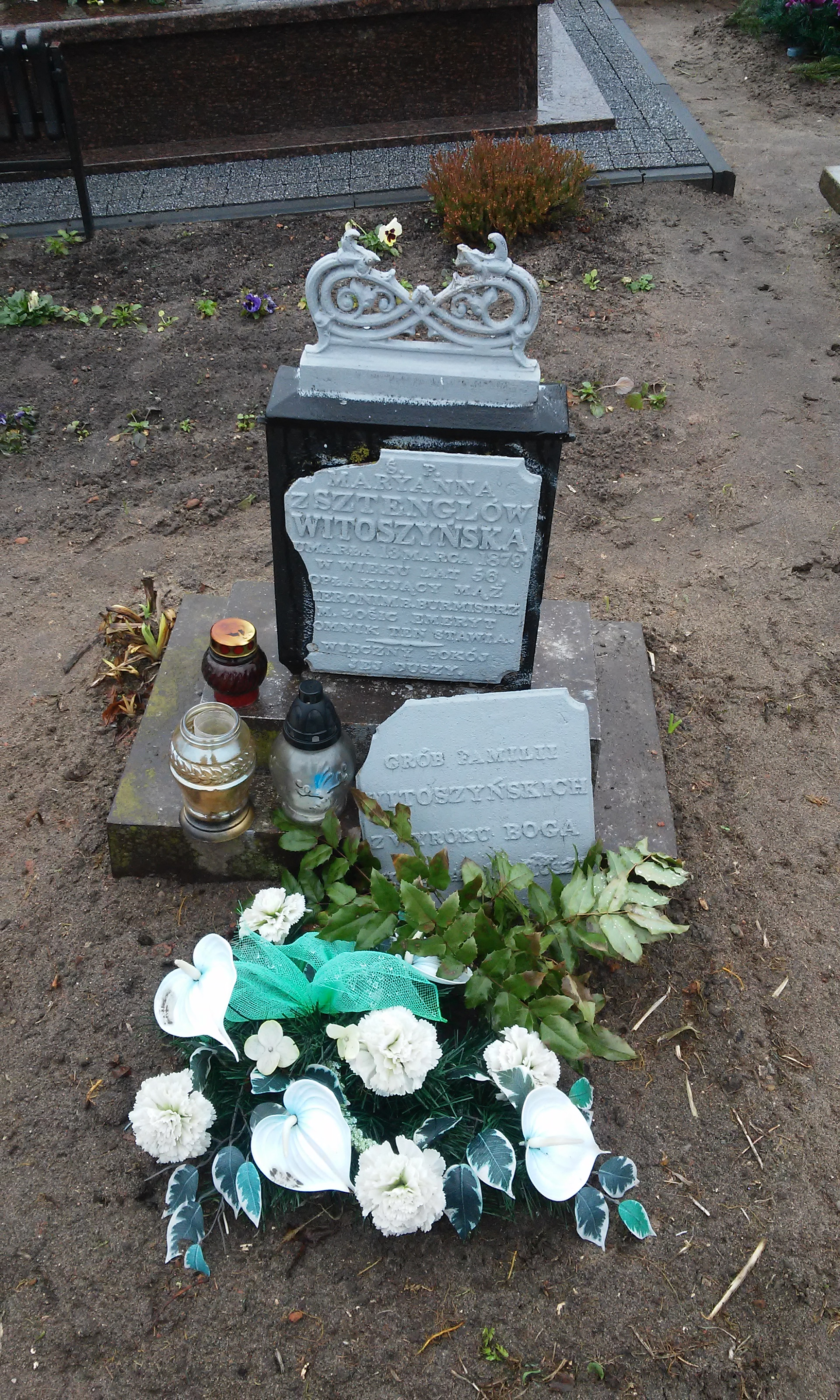
Grób Witoszyńskich
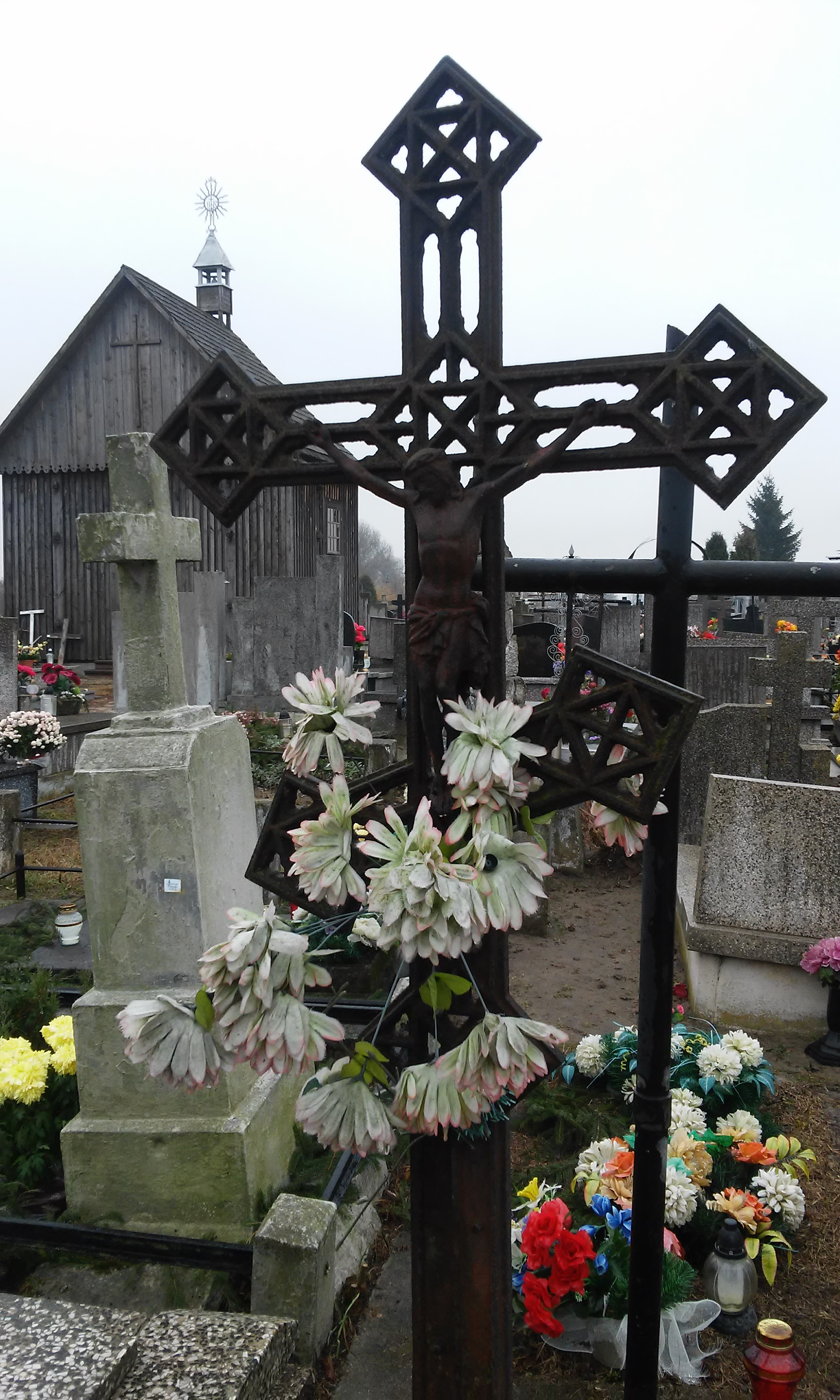
Nagrobek prawosławny